# Pheronema pilosum
Pheronema pilosum är en svampdjursart som beskrevs av Claude Lévi 1964. Pheronema pilosum ingår i släktet Pheronema och familjen Pheronematidae.
Artens utbredningsområde är havet utanför Malaysia. Inga underarter finns listade i Catalogue of Life.